# Craig William Macneill
Craig William Macneill, né en Nouvelle-Angleterre, aux États-Unis, est un réalisateur, scénariste et monteur américain.

## Biographie
Macneill est né en Nouvelle-Angleterre et a déménagé en Virginie du Nord pour son entrée au lycée. Il est diplômé de l'Université du Colorado avec une licence en arts après avoir étudié sous la supervision de réalisateurs tel Stan Brakhage.
Macneill vit actuellement à New York City avec son épouse l'actrice Ana Asensio. Il est le gérant de la fondation Jerome Foundation Grant depuis 2009. 

## Filmographie
Son long métrage Lizzie, avec Chloë Sevigny et Kristen Stewart, a été présenté en première dans la section compétition dramatique américaine au Sundance Film Festival 2018. Le long métrage fut acquis par la société de production Roadside Attractions and Saban Films et sorti dans les salles durant l'automne 2018. Le premier long-métrage de Macneill, The Boy, fut présenté en première dans la compétition narrative du SXSW Film Festival de 2015. Un court métrage nommé Henley dont Macneill fut co-scénariste et réalisateur fut présenté au Sundance Film festival de 2012 ; Macneill gagna le grand prix du jury pour le meilleur court métrage avec Henley durant le Gen Art Film Festival. En 2016, Macneill fut réalisateur de la première saison de la série télévisée horrifique Channel Zero: Candle Cove.

### Réalisateur

#### Cinéma
- 2004 : Late Bloomer (court-métrage)
- 2009 : Lobos (court-métrage, aussi producteur)
- 2009 : The Afterlight (aussi producteur)
- 2011 : Henley (court-métrage, aussi producteur)
- 2015 : The Boy
- 2018 : Lizzie

#### Séries télévisées
- 2016 : Channel Zero (6 épisodes)
- 2021 : I Know What You Did Last Summer (1 épisode)

### Scénariste

#### Cinéma
- 2004 : Late Bloomer (court-métrage)
- 2009 : Lobos (court-métrage)
- 2009 : The Afterlight
- 2011 : Henley (court-métrage)
- 2015 : The Boy

### Monteur

#### Au cinéma
- 2009 : Lobos (court-métrage)
- 2009 : The Afterlight
- 2011 : Henley (court-métrage)
- 2015 : The Boy

## Récompenses et distinctions
- 2004 : Lake Placid Film Festival : prix du public (court-métrage) pour Late Bloomer
- 2011 : Gen Art Film Festival : grand prix du jury du meilleur court-métrage pour Henley
- 2011 : Carmel International Film Festival : prix du festival pour Henley